# Quercus minima
Quercus minima (Sarg.) Small – gatunek roślin z rodziny bukowatych (Fagaceae Dumort.). Występuje naturalnie w południowych i południowo-wschodnich Stanach Zjednoczonych – w Alabamie, na Florydzie, w Georgii, Luizjanie, Missisipi, Północnej Karolinie oraz Teksasie. 

## Morfologia
PokrójZimozielony lub częściowo zimozielony krzew. Tworzy kłącza. Kora jest gładka i ma szarą lub czarną barwę.
LiścieBlaszka liściowa ma kształt od okrągłego do odwrotnie jajowatego, eliptycznego lub lancetowatego, lecz często są asymetryczne. Mierzy 2–12 cm długości oraz 0,5–5 cm szerokości, jest całobrzega lub ząbkowana na brzegu, ma uciętą, sercowatą lub klinową nasadę i ostry lub zaokrąglony wierzchołek. Ogonek liściowy jest nagi i ma 1–4 mm długości.
OwoceOrzechy zwane żołędziami o kształcie od jajowatego do niemal obłego, dorastają do 13–22 mm długości i 8–15 mm średnicy. Osadzone są pojedynczo w miseczkach w kształcie kubka, które mierzą 10–15 mm długości i 8–15 mm średnicy.

## Biologia i ekologia
Rośnie w widnych lasach oraz zaroślach, na terenach nizinnych.